# Copa Intertoto 1965-66
La Copa Intertoto 1965-66 fue la quinta edición de este torneo de fútbol a nivel de clubes de Europa.
Luego de experimentar con la fase de grupos de 48 equipos (y la anterior de 44), se decidió que para esta edición se retornara al formato anterior de 32 equipos. Como resultado del cambio, los equipos que avancen de la fase de grupos clasifican directamente a los cuartos de final.
El Lokomotive Leipzig de Alemania Oriental venció en la fina al IFK Norrköping de Suecia para proclamarse campeón por primera vez.
El campeón de la edición anterior, el Polonia Bytom, no clasificó para esta edición.

## Fase de grupos
Como en ediciones anteriores, los 32 equipos participantes fueron divididos en 8 grupos de 4 equipos. Los equipos de Países Bajos, Suecia, Suiza y Alemania Occidental fueron ubicados en los grupos A, mientras que los equipos de Checoslovaquia, Polonia, Yugoslavia y Alemania Oriental fueron ubicados en los grupos B. El ganador de cada grupo avanza a la siguiente ronda.

### Grupo A1
| Club                 | G | E | P | GF | GC | Pts. |
| -------------------- | - | - | - | -- | -- | ---- |
| Lugano               | 3 | 2 | 1 | 9  | 4  | 8    |
| Malmö FF             | 2 | 2 | 2 | 7  | 7  | 6    |
| ADO Den Haag         | 2 | 1 | 3 | 7  | 9  | 5    |
| Borussia Neunkirchen | 2 | 1 | 3 | 7  | 10 | 5    |

|     | LUG | MAL | ADO | BOR |
| --- | --- | --- | --- | --- |
| LUG |     | 1-0 | 3-0 | 1-2 |
| MAL | 1-1 |     | 2-1 | 2-0 |
| ADO | 0-2 | 1-1 |     | 2-1 |
| BOR | 1-1 | 3-1 | 0-3 |     |

### Grupo A2
| Club           | G | E | P | GF | GC | Pts. |
| -------------- | - | - | - | -- | -- | ---- |
| Fortuna '54    | 5 | 0 | 1 | 10 | 3  | 10   |
| Kaiserslautern | 2 | 2 | 2 | 8  | 10 | 6    |
| Djurgården     | 2 | 1 | 3 | 9  | 11 | 5    |
| Grasshopper    | 1 | 1 | 4 | 10 | 13 | 4    |

|     | F54 | KAI | DJU | GRA |
| --- | --- | --- | --- | --- |
| F54 |     | 2-0 | 3-0 | 2-1 |
| KAI | 2-1 |     | 0-3 | 1-1 |
| DJU | 0-1 | 1-1 |     | 3-2 |
| GRA | 0-1 | 2-4 | 4-2 |     |

### Grupo A3
| Club                | G | E | P | GF | GC | Pts. |
| ------------------- | - | - | - | -- | -- | ---- |
| Norrköping          | 4 | 1 | 1 | 16 | 7  | 9    |
| PSV                 | 4 | 0 | 2 | 15 | 12 | 8    |
| Eintracht Frankfurt | 2 | 0 | 4 | 11 | 11 | 4    |
| La Chaux-de-Fonds   | 1 | 1 | 4 | 8  | 20 | 3    |

|     | NOR | PSV | EIN | LCF |
| --- | --- | --- | --- | --- |
| NOR |     | 2-3 | 1-0 | 7-1 |
| PSV | 1-3 |     | 3-0 | 2-1 |
| EIN | 1-2 | 4-2 |     | 4-0 |
| LCF | 1-1 | 2-4 | 3-2 |     |

### Grupo A4
| Club                   | G | E | P | GF | GC | Pts. |
| ---------------------- | - | - | - | -- | -- | ---- |
| Örgryte                | 3 | 2 | 1 | 16 | 9  | 8    |
| Sparta Rotterdam       | 2 | 4 | 0 | 10 | 6  | 8    |
| Eintracht Braunschweig | 2 | 1 | 3 | 16 | 12 | 5    |
| Lucerne                | 0 | 3 | 3 | 8  | 23 | 3    |

|     | ÖRG | SPA | BRA | LUC |
| --- | --- | --- | --- | --- |
| ÖRG |     | 1-1 | 3-1 | 8-1 |
| SPA | 2-2 |     | 3-0 | 0-0 |
| BRA | 3-0 | 1-2 |     | 7-0 |
| LUC | 1-2 | 2-2 | 4-4 |     |

### Grupo B1
| Club             | G | E | P | GF | GC | Pts. |
| ---------------- | - | - | - | -- | -- | ---- |
| Motor Jena       | 4 | 1 | 1 | 10 | 4  | 9    |
| Tatran Prešov    | 3 | 2 | 1 | 5  | 2  | 8    |
| Szombierki Bytom | 1 | 2 | 3 | 5  | 5  | 4    |
| Rijeka           | 1 | 1 | 4 | 3  | 12 | 3    |

|     | MOT | TAT | SZO | RIJ |
| --- | --- | --- | --- | --- |
| MOT |     | 0-0 | 2-0 | 3-1 |
| TAT | 0-1 |     | 1-0 | 3-1 |
| SZO | 3-1 | 0-1 |     | 0-1 |
| RIJ | 0-3 | 0-0 | 0-3 |     |

### Grupo B2
| Club               | G | E | P | GF | GC | Pts. |
| ------------------ | - | - | - | -- | -- | ---- |
| Empor Rostock      | 4 | 0 | 2 | 12 | 4  | 8    |
| Zagłębie Sosnowiec | 3 | 1 | 2 | 13 | 10 | 7    |
| Radnički Niš       | 2 | 1 | 3 | 11 | 13 | 5    |
| Košice             | 2 | 0 | 4 | 8  | 17 | 4    |

|     | EMP | ZAG | RAD | KOS |
| --- | --- | --- | --- | --- |
| EMP |     | 3-0 | 3-0 | 3-0 |
| ZAG | 2-1 |     | 5-2 | 3-0 |
| RAD | 2-1 | 0-0 |     | 7-2 |
| KOS | 0-1 | 4-3 | 2-0 |     |

### Group B3
| Club           | G | E | P | GF | GC | Pts. |
| -------------- | - | - | - | -- | -- | ---- |
| Željezničar    | 2 | 3 | 1 | 9  | 7  | 7    |
| SC Leipzig     | 2 | 2 | 2 | 10 | 11 | 6    |
| Gwardia Warsaw | 3 | 0 | 3 | 10 | 13 | 6    |
| Baník Ostrava  | 2 | 1 | 3 | 13 | 11 | 5    |

|     | ŽEL | LEI | GWA | BAN |
| --- | --- | --- | --- | --- |
| ZEL |     | 2-2 | 2-1 | 3-1 |
| LEI | 0-0 |     | 2-1 | 4-1 |
| GWA | 2-1 | 3-2 |     | 1-5 |
| BAN | 1-1 | 4-0 | 1-2 |     |

- La Asociación de Fútbol de Yugoslavia le prohibió al Željezničar participar en competiciones internacionales, por lo que el SC Leipzig avanzó a la siguiente ronda.

### Grupo B4
| Club                     | G | E | P | GF | GC | Pts. |
| ------------------------ | - | - | - | -- | -- | ---- |
| Chemie Leipzig           | 4 | 2 | 0 | 10 | 5  | 8    |
| Internacionál Bratislava | 3 | 1 | 2 | 14 | 10 | 7    |
| NK Zagreb                | 2 | 1 | 3 | 9  | 11 | 5    |
| Pogoń Szczecin           | 1 | 0 | 5 | 6  | 13 | 2    |

|     | CHE | INT | ZAG | POG |
| --- | --- | --- | --- | --- |
| CHE |     | 2-2 | 1-1 | 1-0 |
| INT | 0-1 |     | 3-1 | 4-0 |
| ZAG | 1-2 | 4-2 |     | 2-0 |
| POG | 1-3 | 2-3 | 3-0 |     |

## Fase final

### Cuartos de final
| Equipo 1      | Agr. | Equipo 2       | Ida | Vuelta |
| ------------- | ---- | -------------- | --- | ------ |
| Örgryte       | 5–7  | SC Leipzig     | 4–3 | 1–4    |
| Norrköping    | 3–2  | Motor Jena     | 1–1 | 2–1    |
| Fortuna '54   | 1–2  | Lugano         | 1–1 | 0–1    |
| Empor Rostock | 5–51 | Chemie Leipzig | 2–1 | 3–4    |

1 El Chemie Leipzig avanzó a las semifinales por ganar un volado.

### Semifinales
| Equipo 1   | Agr. | Equipo 2       | Ida | Vuelta |
| ---------- | ---- | -------------- | --- | ------ |
| SC Leipzig | 2–1  | Chemie Leipzig | 1–1 | 1–0    |
| Lugano     | 1–11 | Norrköping     | 0–0 | 1–1    |

1 Norrköping clasificó a la Final por ganar un volado.

### Final
- El SC Leipzig cambió su nombre al de Lokomotive Leipzig antes de jugar la Final.

| Equipo 1   | Agr. | Equipo 2           | Ida | Vuelta |
| ---------- | ---- | ------------------ | --- | ------ |
| Norrköping | 1–4  | Lokomotive Leipzig | 1–0 | 0–4    |

| 10 de mayo de 1966 | IFK Norrköping | 1-0 | Lokomotive Leipzig | Idrottsparken, Norrköping       |                                 |
|                    | Martinsson 62' |     |                    | Asistencia: 13 012 espectadores | Asistencia: 13 012 espectadores |

| 30 de mayo de 1966 | Lokomotive Leipzig                | 4-0 (Global 4-1) | IFK Norrköping | Bruno-Plache-Stadion, Leipzig   |                                 |
|                    | Frenzel 7', 50', 73' · Franke 13' |                  |                | Asistencia: 18 000 espectadores | Asistencia: 18 000 espectadores |

## Campeón
|                                       |
| Bandera de Alemania Oriental          |
| Campeón Lokomotiv Leipzig 1.er título |